# (11856) Nicolabonev
(11856) Nicolabonev est un astéroïde de la ceinture principale.

## Description
(11856) Nicolabonev est un astéroïde de la ceinture principale. Il fut découvert le 11 septembre 1988 à Smolyan par Violeta G. Ivanova et Vladimir Georgiev Škodrov. Il présente une orbite caractérisée par un demi-grand axe de 2,38 UA, une excentricité de 0,23 et une inclinaison de 5,0° par rapport à l'écliptique.

## Compléments